# Rhinocricus concinnus
Rhinocricus concinnus är en mångfotingart som beskrevs av Henri W. Brölemann 1901. Rhinocricus concinnus ingår i släktet Rhinocricus och familjen Rhinocricidae. Inga underarter finns listade i Catalogue of Life.